# Erich Marcks
Erich Marcks  (6 de juny de 1891 – 12 de juny de 1944) va ser un general alemany d'artilleria durant la Segona Guerra Mundial. Va ser un dels millors generals de la Wehrmacht, que posseïa grans coneixements tècnics i la curiositat d'esperit de l'investigador. Els experts el consideren digne d'haver ocupat els càrrecs més alts de responsabilitat. Un dels punts remarcables de la seva personalitat era que donava als seus col·laboradors una llibertat d'opinió absoluta.

## Biografia
Nascut a Berlin-Schöneberg, era fill de l'historiador alemany del mateix nom. Començà estudis avançats de filosofia a Friburg el 1909. Va abandonar els seus estudis després de 3 semestres i per ingressar a l'Exèrcit alemany a l'octubre de 1910. A inicis de la dècada dels 30 va ser destinat com a cap d'afers públics del Ministeri de les Forces Armades alemany, i entre 1932 i 1933 serví en aquesta posició pels Cancellers Franz von Papen i Kurt von Schleicher. L'1 d'abril de 1939 va ser promogut a Generalmajor
Durant la batalla de França, mentre que servia com a cap d'estat major del Divuitè Exèrcit del Generaloberst Georg von Küchler, Marcks alterà els plans de bombardeig alemany per evitar els bombardeig de la ciutat de Bruges i el dels ponts de París, en la creença que el significat històric d'aquests llocs requeria la seva preservació, encara que fos en temps de guerra. L'agost de 1940, Marcks treballà en els plans inicials per a la invasió de la Unió Soviètica; però finalment el seu pla va ser considerat massa simple i va ser abandonat (sent encarregat al General Friedrich Paulus l'elaboració d'un altre projecte). El 12 de desembre de 1940 passà a comandar la 101a Divisió Jäger, i l'1 de març de 1941 va ser promogut a Generalleutnant. Participant en l'Operació Barbarroja, Marcks va resultar greument ferit a Ucraïna el 26 de juny de 1941 mentre que exercia de comandant de la 101a Divisió d'Infanteria Lleugera. De resultes se li va haver d'amputar la cama dreta (dos dels seus tres fills van caure durant la Guerra Germano-Soviètica. Per les accions d'heroisme al capdavant de la seva unitat va rebre la Creu de Cavaller de la Creu de Ferro.
Després d'un llarg període de convalescència i de la implantació d'una pròtesi, l'OKH el va destinar des del 14 de març de 1942 com a comandant de la 337a Divisió d'Infanteria a París, restant allà fins al 20 de setembre, en què va ser promogut a Comandant del  LXVI Cos a Clarmont d'Alvèrnia, el LXXXVII Cos a Bretanya i, finalment, el LXXXIV Cos a Saint-Lô, a Normandia, i des d'aquell comandament hauria de fer front a la invasió aliada de Normandia. Era un dels escassos generals de la Wehrmacht que creia que era realment possible que la invasió arribés per Normandia.
El 12 de juny de 1944, mentre que realitzava el seu recorregut habitual a través de les posicions alemanyes, el seu vehicle va ser atacat per caces bombarders, seccionant una artèria al general que li provocà la mort. Està enterrat al costat de la Nacional 800, prop de Saint-Lô.
El General Marcks va rebre les Fulles de Roure a títol pòstum.
A la pel·lícula The Longest Day, Erich Marcks va ser interpretat per l'actor alemany Richard Münch, fent-se relleu especialment de la coincidència que el dia del Desembarcament de Normandia coincidia amb el seu 59è aniversari.

## Historial militar

### Promocions
Einjähriger-Freiwilliger - 01/10/1910
 Leutnant - 19/12/1911
  Oberleutnant
 Hauptman
 Major - 01/06/1929
 Oberstleutnant - 01/10/1933
 Oberst - 01/09/1935
 Generalmajor - 01/04/1939
 Generalleutnant - 01/03/1941
 General der Artillerie - 01/10/1942

### Comandaments i destins
- Cap de l'Estat Major del VIII.Armee-Korps - 01/10/1935 - 25/10/1939
- Cap de l'Estat Major del 18.Armee - 25/10/1939 - 10/12/1940
- Comandant de la 101.Jäger-Division - 10/12/1940 - 26/06/1941
- Comandant de la 337.Infanterie-Division - 25/03/1942 - 20/09/1942
- Comandant del LXVI.Armee-Korps - 20/09/1942 - 01/10/1942
- Comandant del LXXXVII.Armee-Korps - 01/10/1942 - 01/08/1943
- Comandant del LXXXIV.Armee-Korps - 01/08/1943 - 12/06/1944

### Condecoracions
Creu de Cavaller de la Creu de Ferro amb Fulles de Roure
 Creu de Cavaller: 26/6/1941 (328è) com i Generalleutnant, Kdr. 101.leichten Infanterie-Division / LII.Armee-Korps / 17.Armee / Heeresgruppe Süd
 Fulles de Roure: 24/06/1944 (503è), a títol pòstum, com General der Artillerie and Kom.Gen. LXXXIV.Armee-Korps / 7.Armee / Heeresgruppe B (D) / OB West
  Creu de Ferro 1914 de 1a Classe (05/1915)
  Creu de Ferro 1914 de 2a Classe (25/09/1914)
 Barra de 1939 a la Creu de Ferro 1914 de 1a Classe (29/09/1939)
 Barra de 1939 a la Creu de Ferro 1914 de 2a Classe (21/09/1939)
 Creu Hanseàtica d'Hamburg
 Insígnia de Ferit 1918 en negre
 Insígnia de Ferit 1939 en Or
 Creu d'Honor dels Combatents 1914-18
 Medalla del Llarg Servei a la Wehrmacht de I i IV classe
Menció al Wehrmachtbericht: 13/06/1944